# Seznam ostrovů Kaspického moře
Ostrovy Kaspického moře se nacházejí při pobřeží a hlavně v severní části. Celkem jich je asi 50 o celkové rozloze přibližně 350 km².

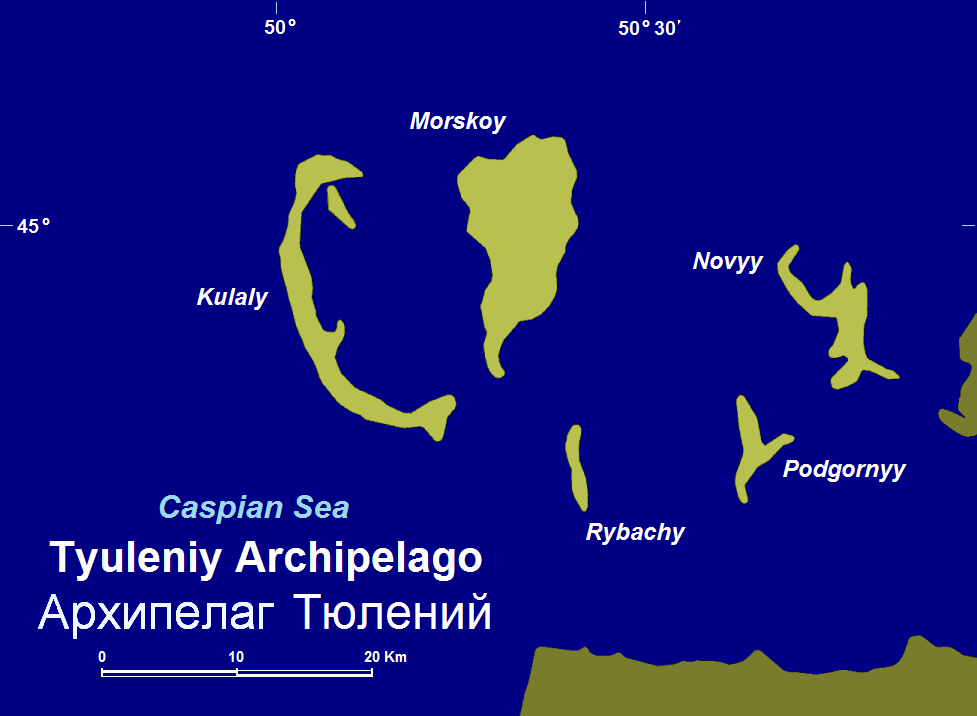
Tulení ostrovy

## Ostrovy v Ázerbájdžánu
Nacházejí se u Apšeronského poloostrova
Bulla, Çikil, Çilov, Gil , Nargin, Pirallahı, Qara Su, Qum, Səngi Muğan, Vulf, Zənbil

## Ostrovy v Rusku
- Dagestán: Čečen u Agrahaňského poloostrova, Ťulenij ostrov, Morskoj Birjučok v Kizljarském zálivu
- Kalmycko: Moristyj ostrov
- Astrachaňská oblast: Zjudev, Boľšoj Setnoj, Boľšoj Zjudostinskij, Ukatnyj, Verchnij Oseredok (v deltě Volhy)

## Ostrovy v Íránu
Na poloostrově Mijankale: Ašuradeh

## Ostrovy v Kazachstánu
- ostrov Žambaj na severu nedaleko delty Volhy
- Nordvestinskij nedaleko ústí Uralu
- ostrov Durnev na východě
- souostroví Tjulenyje araly s ostrovy Morskoj, Podgornyj, Rybacij, Kūlandy

## Ostrovy v Turkmenistánu
- Ogurčinskij je největší ostrov a ohraničuje Turkmenský záliv